# تاريخ الألمان في روسيا وأوكرانيا والاتحاد السوفيتي
نشأت الأقلية الألمانية في روسيا وأوكرانيا والاتحاد السوفيتي من عدة مصادر وفي عدة موجات. في تعداد عام 1914 بلغ عدد الألمان الذين يعيشون في الإمبراطورية الروسية في 241690. في عام 1989، كان عدد السكان العرقيين الألمان في الاتحاد السوفيتي حوالي 2 مليون. بحلول عام 2002، في أعقاب انهيار الاتحاد السوفيتي، كان العديد من الألمان العرقيين قد غادروا وهبط عدد السكان بمقدار النصف إلى حوالي مليون. تم تعداد 597,212 ألمانيًا من خلال تحديد هويتهم في الإحصاء الروسي لعام 2002، مما جعل الألمان خامس أكبر مجموعة عرقية في ذلك البلد. كان هناك 354144 من الألمان في كازاخستان و 21472 في قيرغيزستان (1999)؛  بينما عاش 33300 ألماني في أوكرانيا (تعداد 2001).
في الإمبراطورية الروسية قبل كاثرين العظمى، كان الألمان العرقيون ممثلين بقوة بين الملوك والأرستقراطية، حيث كان النبلاء الأوروبيون مترابطون إلى حد كبير. بالإضافة إلى ذلك، شكلوا العديد من مالكي الأراضي الكبيرة، والضباط العسكريين، والمهندسين، والعلماء، والفنانين، والأطباء، والبرجوازية عمومًا، لأنه كان هناك تعليم قوي بين بعض الشعوب الألمانية. لم يتحدث الألمان الروس اللغة الروسية بالضرورة؛ تحدث العديد منهم الألمانية، في حين أن اللغة الفرنسية كانت تستخدم في كثير من الأحيان كلغة الطبقة الأرستقراطية. اعتمادًا على الجغرافيا وغيرها من الظروف، تحدث العديد من الألمان الروس اللغة الروسية كلغة أولى أو ثانية. خلال القرن التاسع عشر، بدأ العديد من المهاجرين الأوائل يتعرفوا في المقام الأول على أنهم روس، ولا سيما أثناء الحروب النابليونية وبعدها. سمح للأعداد الكبيرة من المزارعين وتجار القرى الذين وصلوا إثر دعوة كاترين العظمى بالاستقرار في القرى الألمانية فقط والحفاظ على لغتهم الألمانية ودينهم وثقافتهم حتى عشرينيات القرن العشرين. كانت تسعى لإعادة احتلال بعض المناطق التي دمرها الغزو العثماني والمرض.
يتحدث الألمان الروس اليوم اللغة الروسية في الغالب لأنهم في خضم العملية التدريجية للاستيعاب. لهذا، قد لا يتحدث الكثير منهم بالضرورة الألمانية بطلاقة. كان أحد نتائج ذلك أن قامت ألمانيا مؤخرًا بتقييد هجرتها إلى تلك الدولة. تراجع عدد الألمان في الاتحاد الروسي بشكل معتدل حيث أنهم لم يعودوا يهاجرون إلى ألمانيا. بالإضافة إلى ذلك، ينتقل الألمان الكازاخستانيون من كازاخستان إلى روسيا بدلًا من ألمانيا. مع تدهور ظروف الألمان في روسيا بشكل عام في أواخر القرن التاسع عشر وأوائل القرن العشرين خلال فترة الاضطرابات والثورة، هاجر العديد من الألمان الإثنيين من روسيا إلى الأمريكتين وأماكن أخرى. هم معروفون بشكل جماعي بالألمان من روسيا.

## الألمان في روسيا الإمبراطورية (القوقاز وبولندا المقسمة)

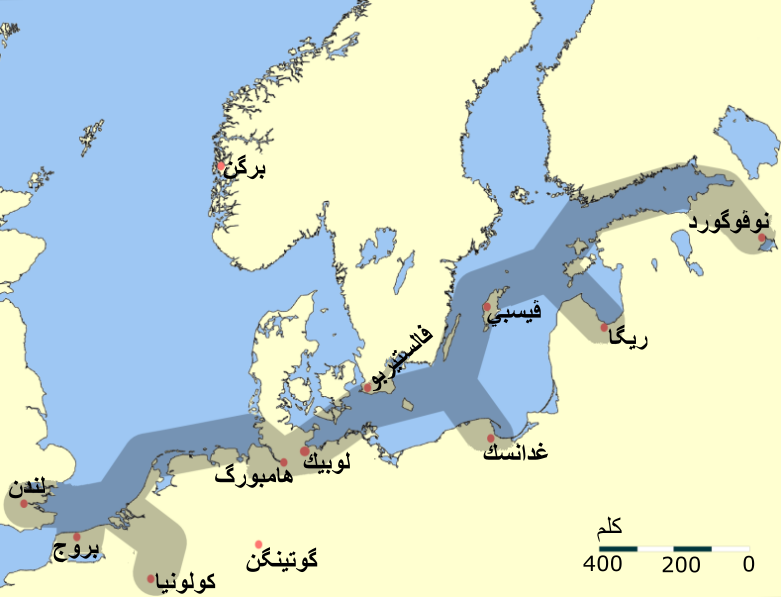
طرق التجارة الرئيسية ضمن الرابطة الهانزية

أنشأ التجار الألمان مركزًا تجاريًا في نوفغورود، وأطلقوا عليه اسم بيترهوف. في عام 1229، مُنح التجار الألمان في نوفغورود امتيازات معينة جعلت مواقعهم أكثر أمانًا.
تعود أقدم مستوطنة ألمانية في موسكو إلى عهد فاسيلي الثالث، أمير موسكو المعظم، الذي حكم منذ 1505 حتى 1533. سُمح لحفنة من الحرفيين والتجار الألمان والهولنديين بالاستقرار في الحي الألماني في موسكو (سلوبادا نيمتسكايا)، حيث وفروا المهارات التقنية المهمة في العاصمة. تدريجيًا، امتدت هذه السياسة لتصل إلى بضع من المدن الكبرى الأخرى. في عام 1682، كان لدى موسكو نحو 200000 مواطن. صُنِّف 18000 منهم على وجه التقريب على أنهم نمتسي، أي «ألماني» أو «أجنبي غربي».
أثر المجتمع الدولي الموجود في الحي الألماني بشكل كبير على بطرس الأكبر (حكم 1682-1725). بحلول أواخر القرن السابع عشر، لم يعد وجود الأجانب نادرًا للغاية في المدن الروسية، وفقد الربع الألماني في موسكو طابعه الإثني بحلول نهاية ذلك القرن.

### ألمان فيستولا (بولندا)
من خلال الحروب والتقسيمات في بولندا، استحوذت بروسيا على كمية متزايدة من الأراضي البولندية الشمالية والغربية والوسطى. يتدفق نهر فيستولا من الجنوب إلى الشمال، ومصبه في بحر البلطيق بالقرب من دانزيغ (الآن غدانسك). استقر الألمان والهولنديون على الوادي بداية من الساحل وانتقلوا تدريجيًا إلى الجنوب صوب الداخل. في نهاية المطاف، استحوذت بروسيا على معظم مستجمع مياه فيستولا، وأصبح الجزء المركزي من بولندا آنذاك جنوب بروسيا. لم يستمر وجودها إلا لفترة وجيزة - 1793 حتى 1806، ولكن مع نهايتها أقام العديد من المستوطنين الألمان مستوطنات زراعية بروتستانتية داخل حدودها السابقة. على النقيض من ذلك، كان معظم البولنديين من الرومان الكاثوليك. دخل بعض الرومان الكاثوليك الألمان المنطقة من الجنوب الغربي، وخاصة منطقة سيليزيا البروسية. تُظهر «خريطة براير» لعام 1935 توزيع المستوطنات الألمانية في ما أصبح وسط بولندا.
أنهت انتصارات نابليون الوجود القصير لجنوب بروسيا. أدرج الإمبراطور الفرنسي ذلك الإقليم وأقاليم أخرى في دوقية وارسو. بعد هزيمة نابليون في عام 1815، قُسِّمَت الدوقية. ضمت بروسيا منطقة غرب بوزنان، وأصبحت ما هي الآن وسط بولندا الدولة التابعة الروسية المعروفة باسم كونغرس بولندا. استمر العديد من الألمان في العيش في هذه المنطقة الوسطى، مع الحفاظ على لهجتهم البروسية الألمانية الوسطى، الشبيهة باللهجة السيليزية، وأيضًا على دياناتهم البروتستانتية والكاثوليكية. (كان السكان الروس في المقام الأول تابعين للكنيسة الروسية الأرثوذكسية، التي كانت الكنيسة الوطنية القائمة).
خلال الحربين العالميتين الأولى والثانية، وقعت معارك من أجل الاستحواذ على الجبهة الشرقية في هذه المنطقة. زادت الحكومة السوفييتية من تجنيد الشباب. ارتفع معدل هجرة ألمان فيستولا إلى هذه المنطقة من كونغرس بولندا. مع ذلك، أُضفي على البعض منهم الطابع البولندي، وبقي أحفادهم في بولندا.
خلال العام الأخير وبعد الحرب العالمية الثانية، فرّ العديد من الألمان الإثنيين أو طردوا بالقوة من قبل الروس والبولنديين من أوروبا الشرقية، خاصة أولئك الذين حافظوا على لغتهم الألمانية وأديانهم المنفصلة. ألقى الروس والبولنديون باللوم عليهم لكونهم حلفاء للنازيين والسبب في أن ألمانيا النازية غزت الشرق في برنامجها ليبينزراوم. أُلقي باللوم على الألمان أيضًا لإساءة معاملة السكان الأصليين في الحرب الداخلية، متحالفين مع الألمان في أثناء احتلالهم. بموجب اتفاقية بوتسدام، اتفق الحلفاء على عمليات نقل ضخمة للسكان. بشكل عام، فقد المبعدون جميع ممتلكاتهم وكثيرًا ما تعرضوا للهجوم في أثناء ترحيلهم. انضم الناجون منهم إلى ملايين النازحين الآخرين على الطريق بعد الحرب.

### ألمان الفولغا (روسيا)

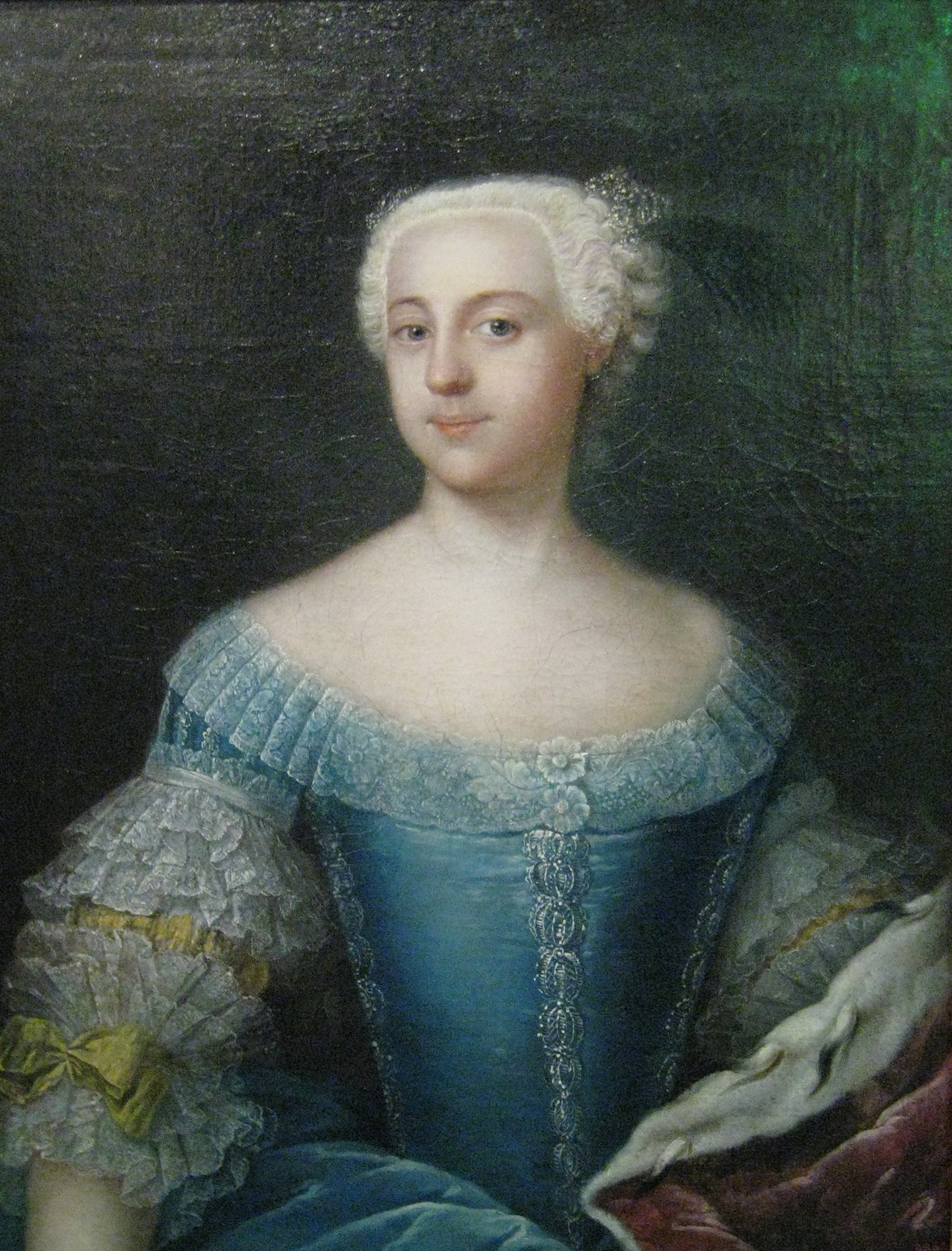
الإمبراطورة كاترين العظيمة

توزيع الألمان في روسيا، 2010

كانت الإمبراطورة كاترين الثانية ألمانية، ولدت في ستيتين في بوميرانيا (الآن شتشين في بولندا). بعد اكتساب سلطتها، أعلنت الهجرة المفتوحة للأجانب الراغبين في العيش في الإمبراطورية الروسية في 22 يوليو 1763، وتبع ذلك بداية موجة من الهجرة الألمانية إلى الإمبراطورية. أرادت أن يعيد المزارعون الألمان إصلاح الأراضي الزراعية التي كانت بورًا بعد الصراع مع العثمانيين. تأسست المستعمرات الألمانية في منطقة أسفل نهر الفولغا مباشرة بعد ذلك. تعرضت هذه المستعمرات المبكرة للهجوم خلال انتفاضة بوغاتشيف، التي تمركزت في منطقة الفولغا، لكن تمكنوا من النجاة.
كان الدافع وراء الهجرة الألمانية، بشكل جزئي، هو التعصب الديني والحرب في وسط أوروبا، وكذلك بسبب الظروف الاقتصادية التي كانت صعبة في كثير من الأحيان، خاصة بين الإمارات الجنوبية. حرر إعلان كاترين الثانية المهاجرين الألمان من متطلبات الخدمة العسكرية (التي فرضت على الروس الأصليين) ومن معظم الضرائب. وضعت الوافدين الجدد خارج التسلسل الهرمي للإقطاع ومنحتهم استقلالية داخلية كبيرة. أعطى الانتقال إلى روسيا المهاجرين الألمان حقوقًا سياسية لم يكن بإمكانهم إمتلاكها في أراضيهم الخاصة. وجدت الأقليات الدينية هذه الشروط مقبولة للغاية، ولا سيما المينونايت من وادي نهر فيستولا. إن عدم رغبتهم في المشاركة في الخدمة العسكرية، وتاريخهم الطويل في التخلي عن تياري اللوثرية والكالفينية السائدان، جعلا الحياة في ظل البروسيين صعبة للغاية بالنسبة لهم. هاجر جميع المينونايت البروسيين تقريبًا إلى روسيا خلال القرن التالي، ولم يتركوا سوى القليل في بروسيا.
استفادت كنائس أقلية ألمانية أخرى من عرض الإمبراطورة كاترين الثانية أيضًا، وخاصة المسيحيين الإنجيليين مثل المعمدانيين. على الرغم من أن إعلان كاترين حرمهم من التبشير بين أعضاء الكنيسة الأرثوذكسية، كان باستطاعتهم أن يبشّروا الأقليات الروسية المسلمة وغير المسيحية الأخرى.
كان الاستعمار الألماني أكثر كثافة في منطفة أسفل الفولجا، لكن استقبلت مناطق أخرى المهاجرين أيضًا. استقر الكثيرون في المنطقة المحيطة بالبحر الأسود، وفضل المينونايت منطقة أسفل نهر دنيبر، حول ياكاتورونوسلاف (الآن دنيبرو) وألكسندروفسك (الآن زاباروجيا).
في 1803، أعاد حفيد كاترين الثاني -القيصر ألكسندر الأول- إصدار إعلانها. في خضم فوضى الحروب النابليونية، استجاب الألمان بأعداد كبيرة، فارين من أرضهم التي مزقتها الحرب. فرضت إدارة القيصر في نهاية المطاف الحد الأدنى من المتطلبات المالية على المهاجرين الجدد، ما تطلب منهم إما 300 غولدن نقدًا أو إمتلاكهم مهارات خاصة من أجل قبولهم لدخول روسيا.
أدى إلغاء القنانة في الإمبراطورية الروسية عام 1863 إلى نقص في العمالة في الزراعة. جذبت الحاجة إلى العمال هجرة ألمانية جديدة، خاصة من دول وسط أوروبا المزدحمة بشكل متزايد. لم تعد هناك أراضي خصبة كافية لعمالة كاملة في الزراعة.
علاوة على ذلك، هاجر جزء كبير من الروس الألمان إلى روسيا من ممتلكاتها البولندية. قامت تقسيمات بولندا في القرن الثامن عشر (1772-1795) بتفكيك الدولة البولندية الليتوانية، وتقسيمها بين النمسا وبروسيا وروسيا. انتقل العديد من الألمان الذين يعيشون بالفعل في تلك الأجزاء من بولندا إلى روسيا، ويعود تاريخ ذلك إلى الهجرات في العصور الوسطى وما بعدها. هاجر العديد من الألمان في كونغرس بولندا شرقًا إلى روسيا بين ذلك الحين والحرب العالمية الأولى، خاصة في أعقاب التمرد البولندي عام 1830. أضافت الانتفاضة البولندية في عام 1863 موجة جديدة من المهاجرين الألمانيين من بولندا إلى أولئك الذين انتقلوا بالفعل شرقًا، وأدى إلى تأسيس مستعمرات ألمانية واسعة في فولينيا. عندما استعادت بولندا استقلالها في عام 1918 بعد الحرب العالمية الأولى، توقفت عن كونها مصدرًا للهجرة الألمانية إلى روسيا، ولكن بحلول ذلك الوقت، كان مئات الآلاف من الألمان قد استقروا بالفعل في مناطق محصورة عبر الإمبراطورية الروسية.
استقر الألمان في منطقة القوقاز منذ بداية القرن التاسع عشر، وفي خمسينيات القرن التاسع عشر توسعوا وصولًا إلى شبه جزيرة القرم. في تسعينيات القرن التاسع عشر، افتتحت مستعمرات ألمانية جديدة في منطقة جبال ألتاي في آسيا الروسية. استمرت المناطق الاستعمارية الألمانية في التوسع في أوكرانيا في وقت متأخر مع بداية الحرب العالمية الأولى.
وفقًا للتعداد الأول للإمبراطورية الروسية عام 1897، أفاد نحو 1.8 مليون مستجوب بأن الألمانية هي لغتهم الأم.